# Чатер-Гарден
Чатер-Гарден (англ. Chater Garden, кит. 遮打花園) — небольшой общественный парк, расположенный в Гонконге, в деловом районе Центральный. Как и соседняя улица Чатер-роуд, назван в честь предпринимателя и филантропа армянского происхождения сэра Пола Чатера.

## История
С первых лет британского правления на этом месте располагался плац казарм Мюррея, которые занимали земли между нынешними улицами Чатер-роуд и Коттон-три-драйв (на месте офицерского квартала сегодня возвышается Башня Банка Китая).
В 1851 году на месте плаца была создана зона отдыха и спортивных занятий, ставшая домом для Гонконгского крикет-клуба. Страстным игроком в крикет был местный магнат Пол Чатер. В 1890 году главнокомандующий Бомбейской армии герцог Коннаутский Артур установил возле павильона крикет-клуба закладной камень, который ознаменовал собой начало масштабных работ по намыванию береговой линии. Работами, которые позволили существенно увеличить территорию города, руководил губернатор Гонконга Уильям Де Во (камень с внушительной крышкой и сегодня хранится в одном из уголков парка).
В 1975 году клуб переехал в центральную часть острова Гонконга, а его бывшая территория была отдана под будущий парк. Официально Чатер-Гарден открылся 20 октября 1978 года.

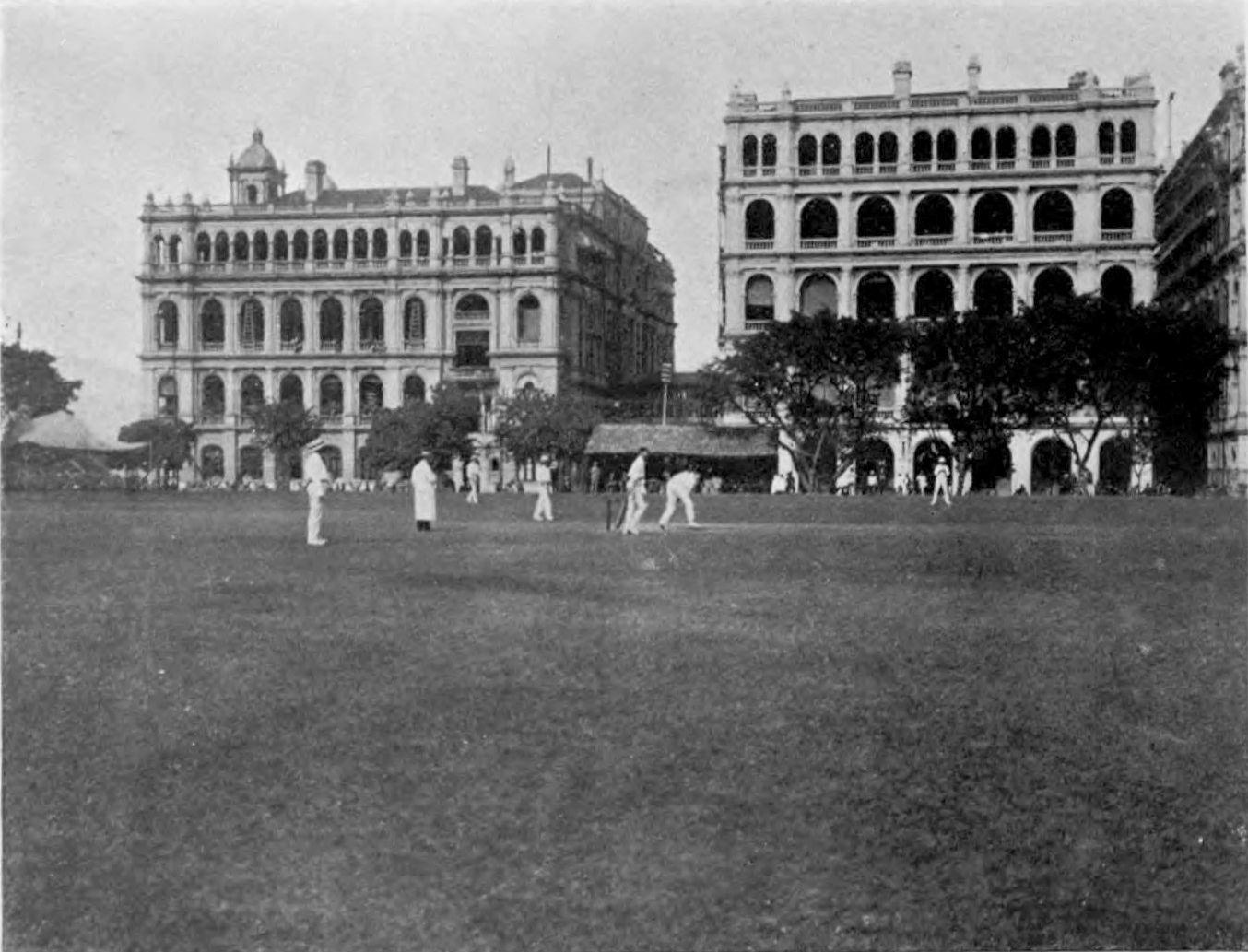
Крикет-клуб
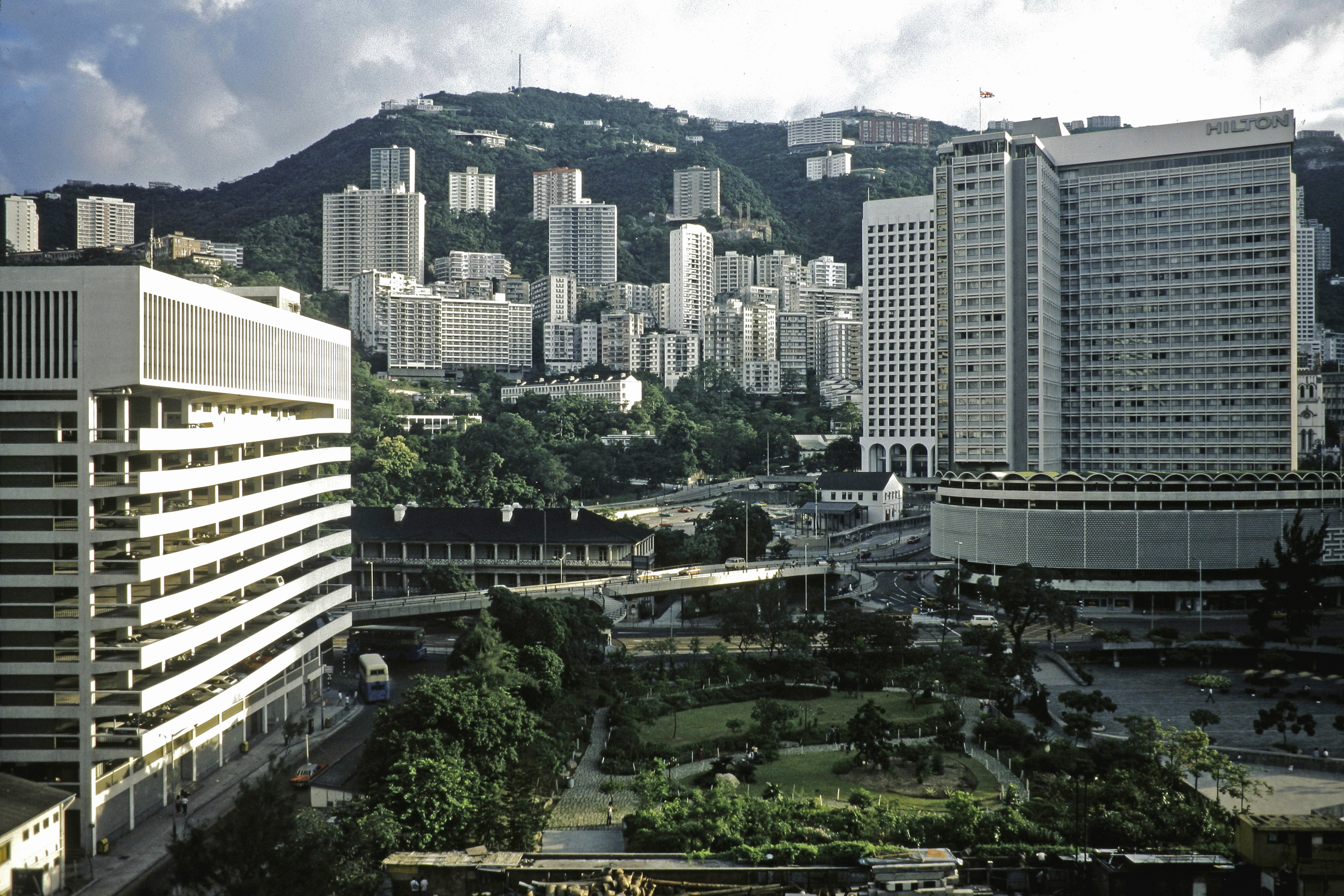
Парк в 1980 году
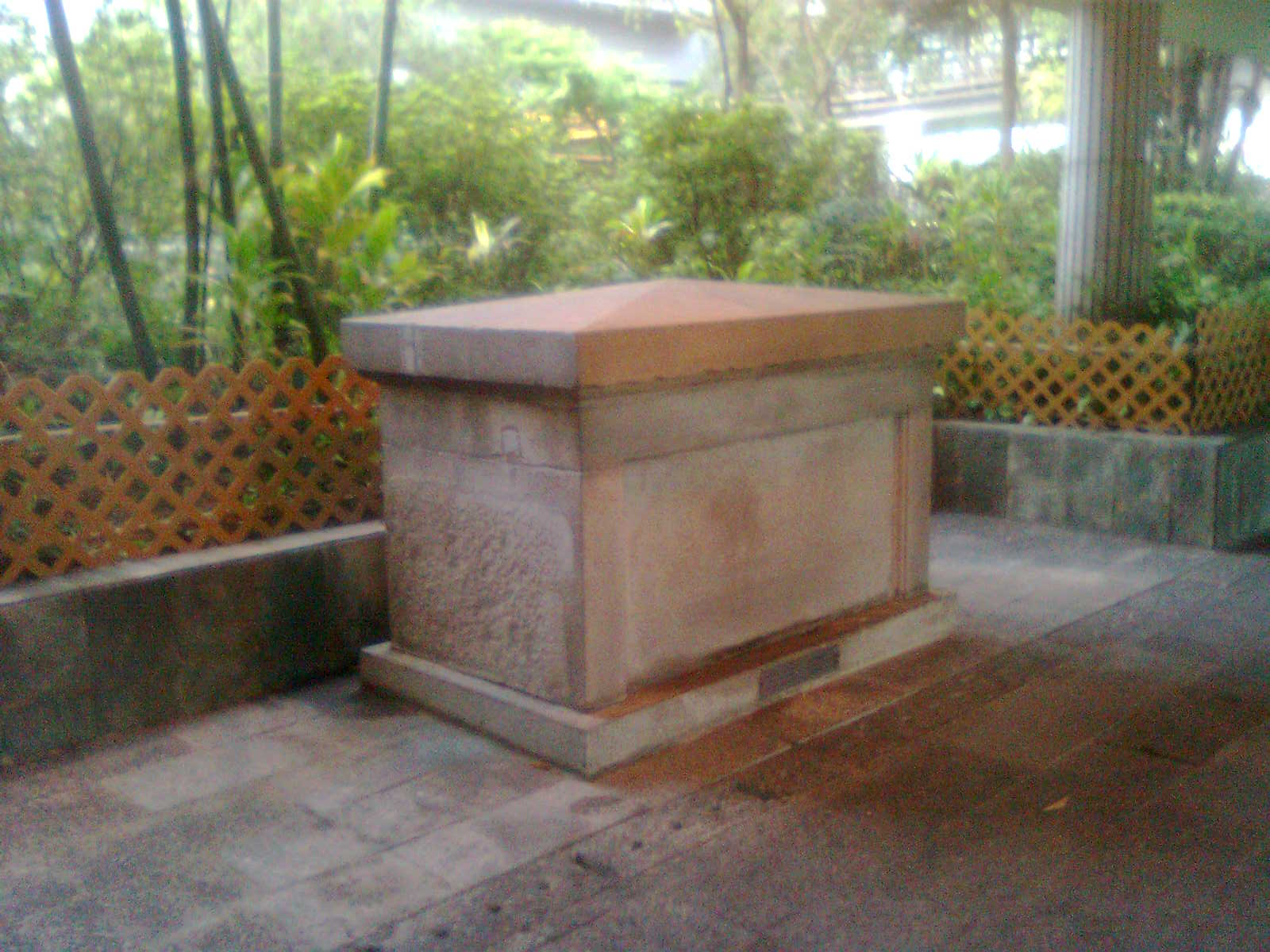
Закладной камень

## География
С севера Чатер-Гарден ограничен улицей Чатер-роуд, с востока — улицей Мюррей-роуд, с юга — улицей Куинсвэй, с запада — улицей Джексон-роуд. С юга к парку примыкают небоскрёбы Cheung Kong Center и Bank of China Tower, с запада — офисное здание Bank of China Building и бывшее здание Законодательного совета Гонконга, с севера — здания The Hong Kong Club, China Construction Bank и AIA Group, с востока — большая многоуровневая автостоянка. У северной границы парка расположены выходы со станции метро Сентрал.
По улицам, прилегающим к парку, ходят трамваи и автобусы. Недалеко от Чатер-Гардена расположена нижняя станция гонконгского фуникулёра Пик-трам.

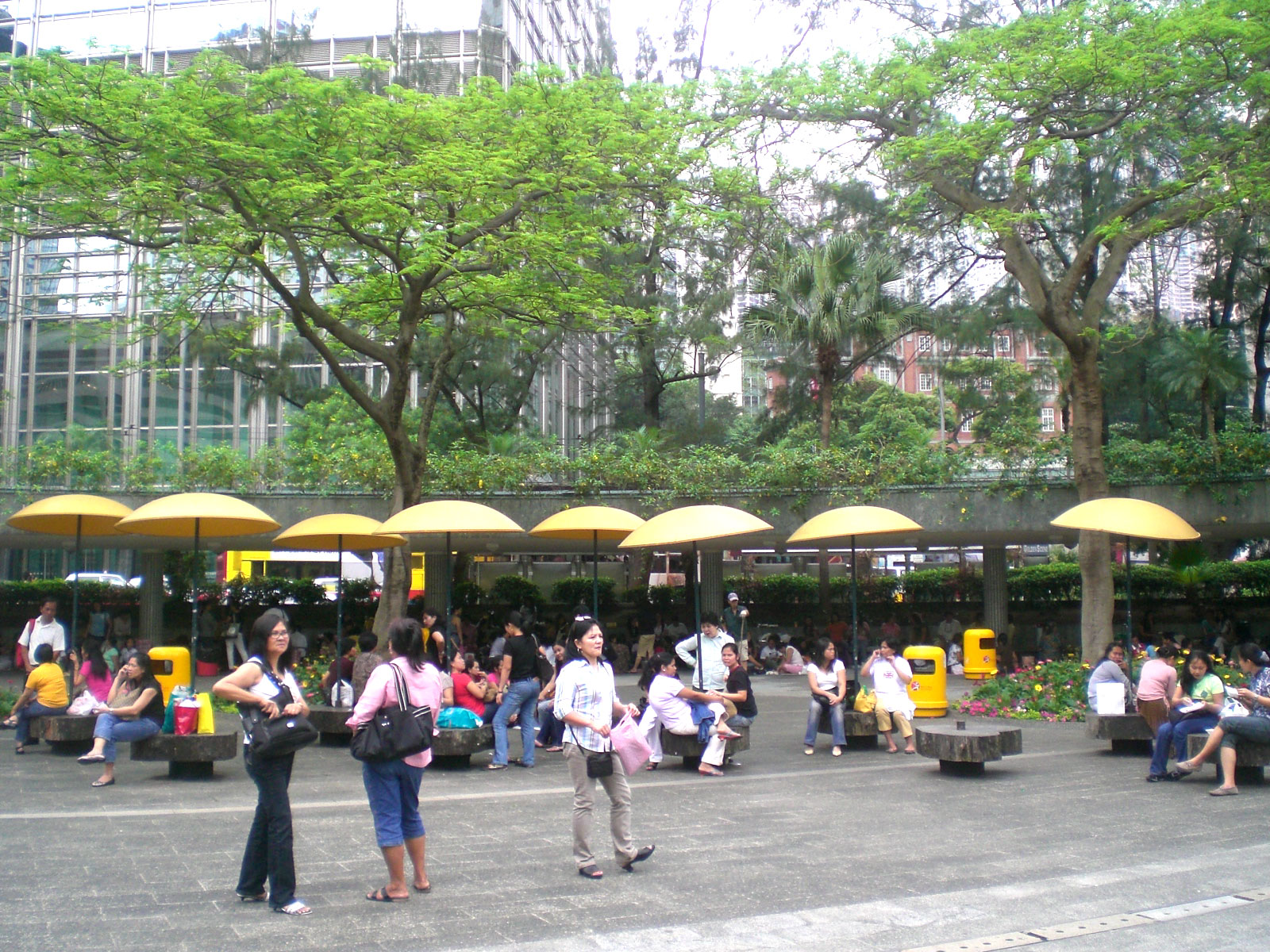
Зонтики
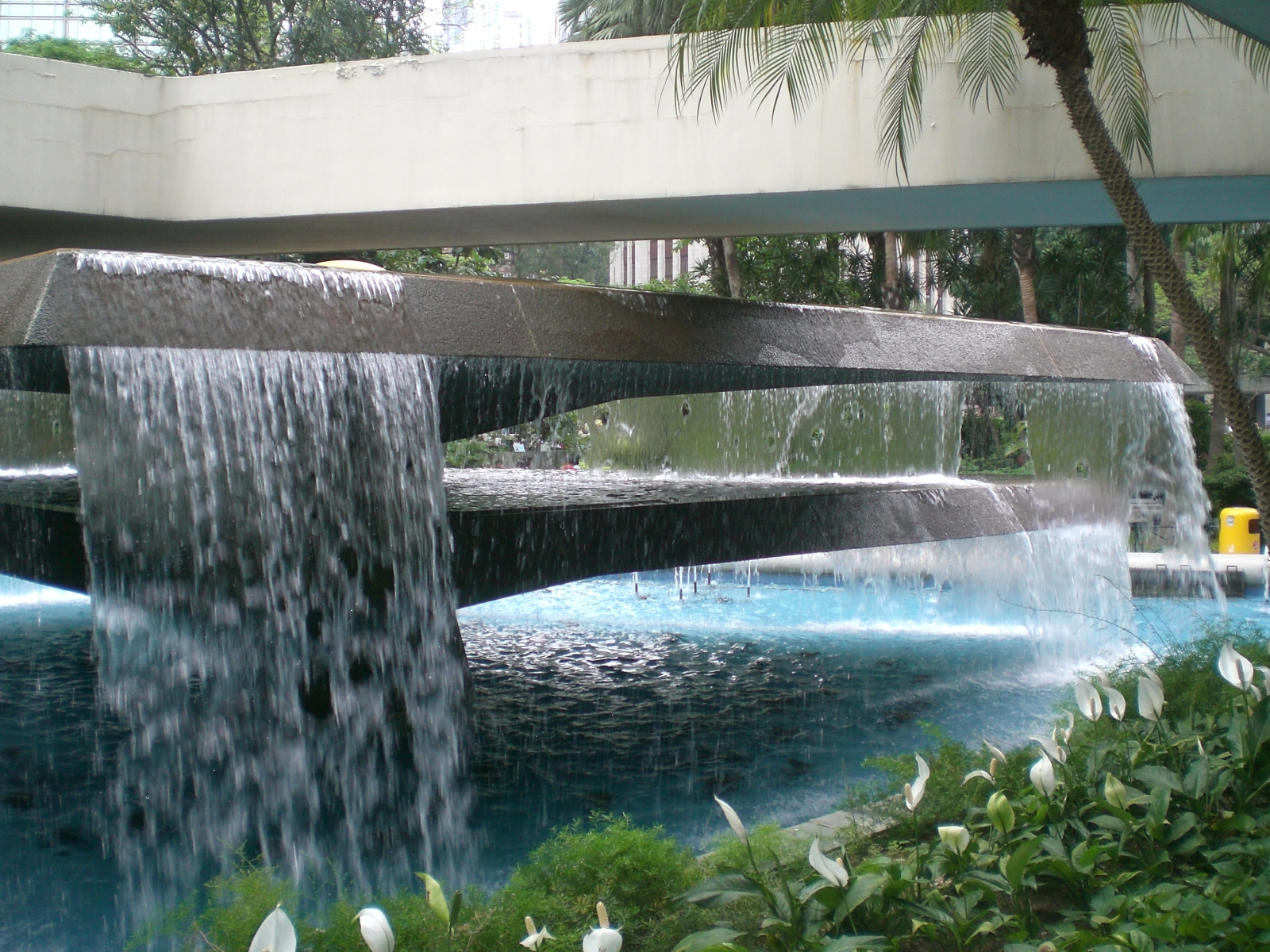
Фонтан
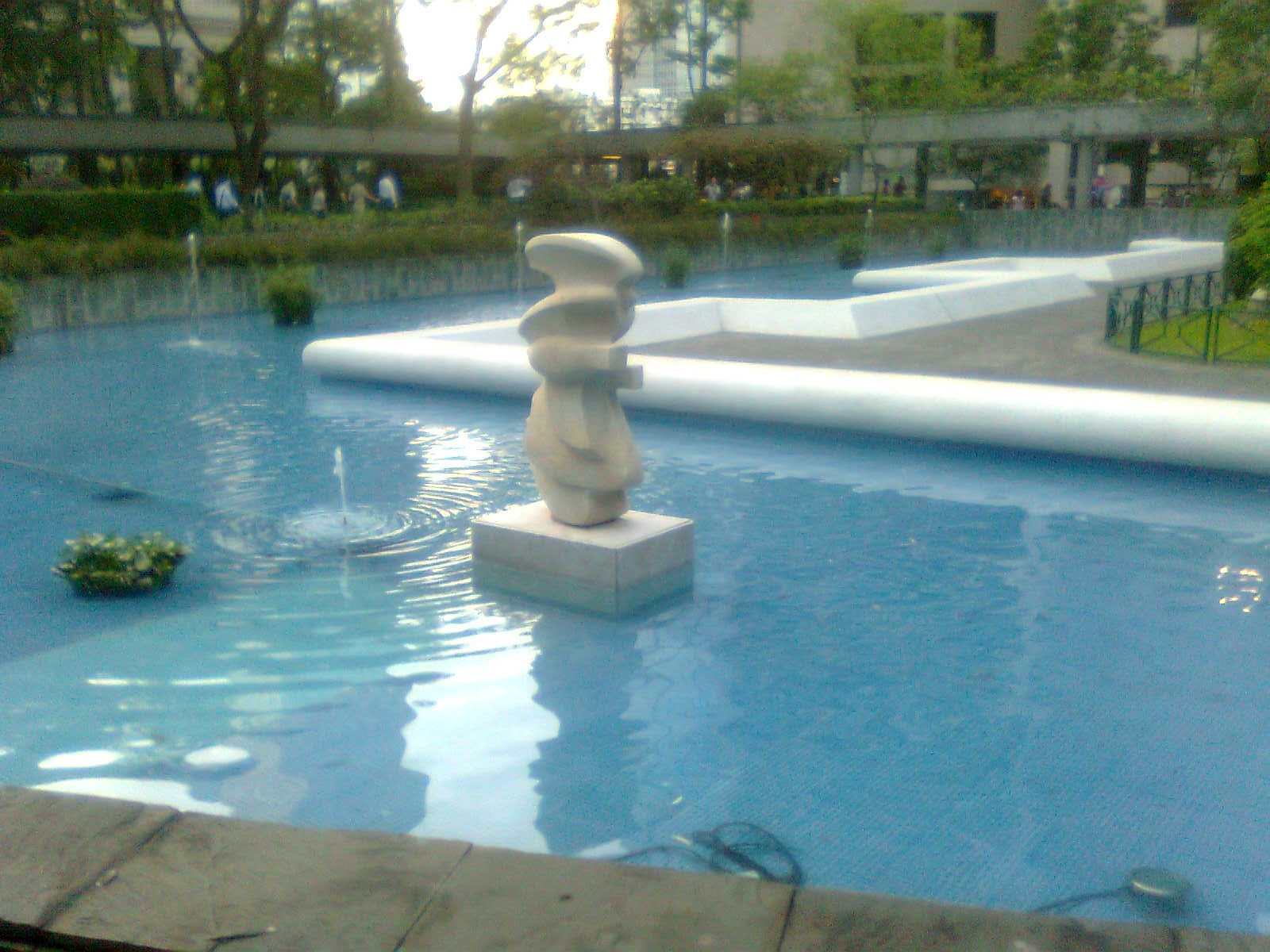
Статуя

В парке установлены скамейки с зонтиками, укрывающими от палящего солнца. Прохладе способствует и большой искусственный водоём с многоуровневыми фонтанами. В центре искусственного водоёма установлена мраморная скульптура, изображающая ласточек.

## Растительность

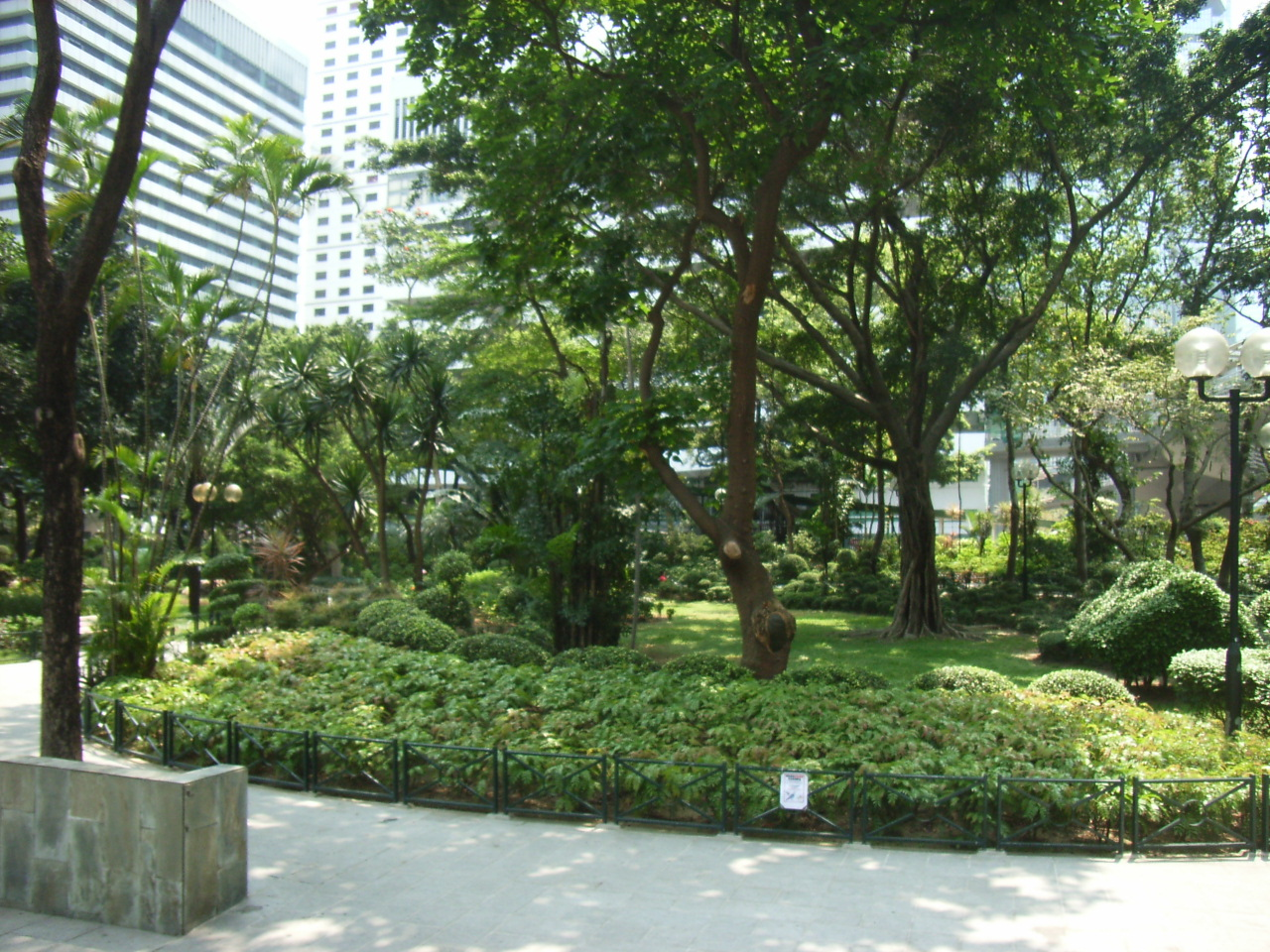
Растительность парка

В парке высажены бурзеровые, спатодея, равенала, ликвидамбар, чайное дерево, гревиллея крупная, шелковица, мелия ацедарах, родолея, кассия трубчатая, айлант, эритьера, хлебное дерево, джекфрут, гинкго, таксодиум двурядный, юкка гигантская, хайнаньский элеокарпус, пахистахис жёлтый, гардения жасминовидная, Albizia saman, Ilex cornuta, Polyspora axillaris, Gossypium arboreum, Schima, Brownea и Dypsis decaryi.

## События и мероприятия

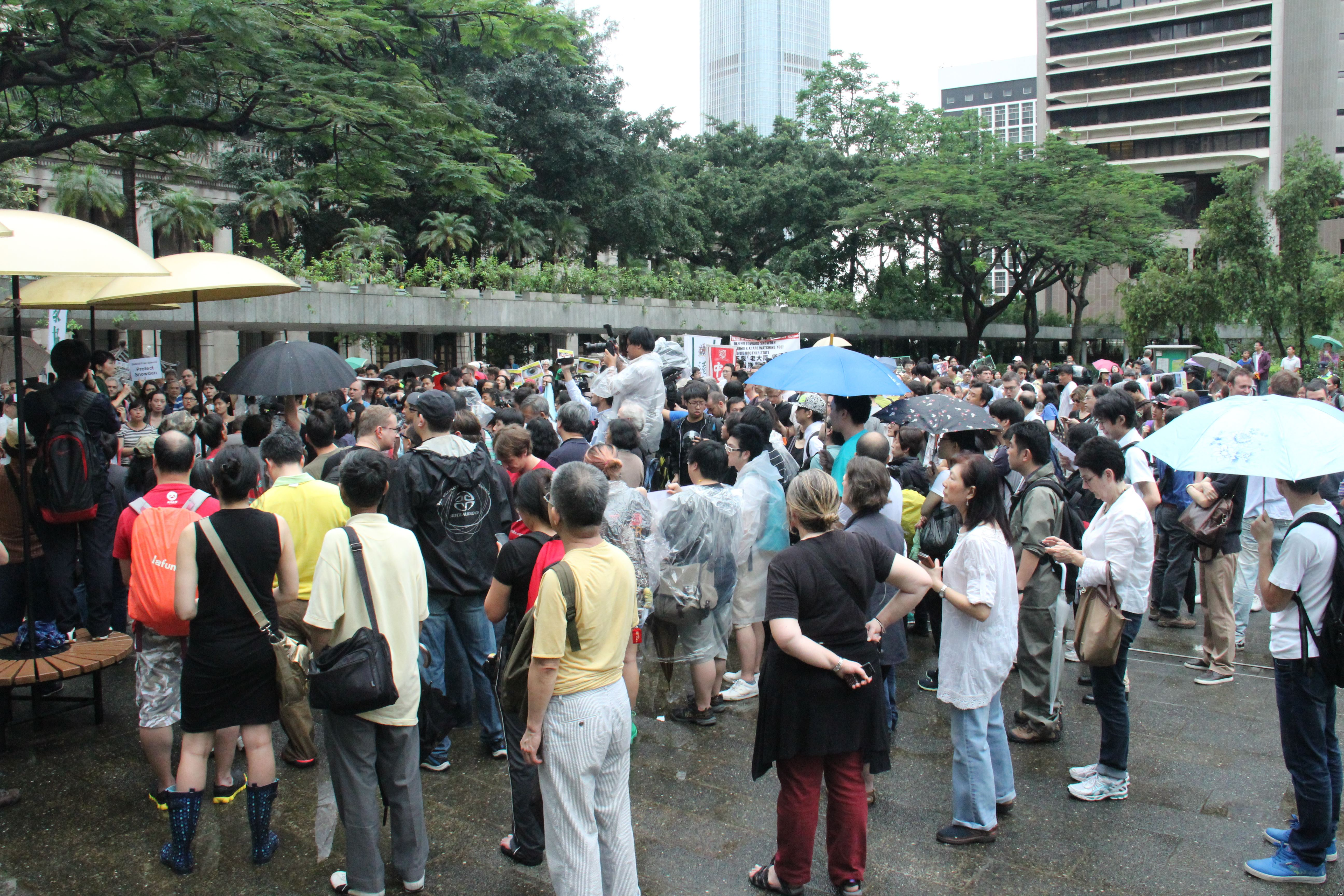
Протесты в Чатер-Гарден

Чатер-Гарден является популярным местом, где гонконгцы отдыхают в свободное время или практикуют оздоровительную гимнастику тайцзи. По выходным в парке собираются представители филиппинской диаспоры, чтобы пообщаться с соотечественниками и обменяться последними новостями (здесь же различные филиппинские профсоюзы и общественные организации проводят собрания и митинги).
Также здесь проходят массовые мероприятия, посвящённые христианским праздникам или еврейской Хануке. Благодаря близости к главным административным зданиям Гонконга (мэрии и офисам правительства) в парке часто проходят предвыборные митинги и политические демонстрации, например, протесты в связи с кровавыми событиями на площади Тяньаньмэнь в 1989 году, митинги сторонников религиозного течения Фалуньгун или студенческие волнения во время Революции зонтиков.